# 펼쳐지는 스카이! 프리큐어
《펼쳐지는 스카이! 프리큐어》는 도에이 애니메이션가 제작한 일본의 애니메이션이다. 《프리큐어 시리즈》의 20번째 작품으로 시리즈 20주년을 기념해 방영되었다. 일본에서 2023년 2월 5일 올 닛폰 뉴스 네트워크 소속 방송국을 통해 방영 시작했으며 2024년 1월 28일까지 방영되었다. 전작품 《딜리셔스 파티♡프리큐어》를 뒤이어 같은 시간대에 편성됐다.

## 개요
- 프리큐어 시리즈 통상 20번째 작품이자, 18대 프리큐어에 해당되는 작품이다.
- 프리큐어 시리즈 방영 20주년 기념 작품이다.
- 프리큐어 시리즈 최초로 파란색 프리큐어가 주인공으로 나오며 또한 이세계 종족으로서도 최초로 주인공으로 나오게 된다.
- 프리큐어 시리즈 최초로 남성 프리큐어와 성인 여성 프리큐어가 등장한다.
- 테마는 하늘, 히어로이다.
- 주인공은 현실과는 다른 이세계 스카이 월드 왕국의 주민 소라 하레와타루이다. 소라는 언더그 제국에 납치된 공주를 구하려다가 우연히 인간세계의 도시 소라시도에 도착하게 되는데, 그곳에서 만난 새 친구들과 힘을 합쳐 프리큐어로서 모험을 하는 이야기를 그렸다.
- 오가와 코지가 감독을 담당했으며 그 외 킨게츠 류노스케가 총괄각본가, 사이토 아츠시가 캐릭터 디자이너, 그리고 와타나베 하지메가 캐릭터 부디자이너를 맡았다.

## 줄거리
평화로운 스카이 월드에 대사건 발생!?
아직 어린 프린세스 엘짱이 언더그 제국의 괴물에 끌려 가 버렸다!
용감한 소녀 소라는 공주를 따라 이상한 구멍으로.
그 앞은 무려 다른 세계의 소라시도 시로 연결되어 있어…!?
『텔레비전』? 『자동차』!? 그거 마법의 도구인가요!?!?
하지만 놀라는 틈 따윈 없어! 빨리 공주를 성으로 돌려보내야...!
두 세계를 날아다녀라! 프리큐어들의 모험이 이제 시작된다!

## 방송 일시
| 방송 채널            | 방송일                           | 방송 시간                 |
| -------------------- | -------------------------------- | ------------------------- |
| TV 아사히 계열       | 2023년 2월 5일 ~ 2024년 1월 28일 | 매주 일요일 08:30 ~ 09:00 |
| 아사히 방송 지역방송 | 2023년 2월 5일 ~ 2024년 1월 28일 | 매주 일요일 08:30 ~ 09:00 |

## 등장인물

### 프리큐어
소라 하레와타루/큐어 스카이(일본어: ソラ·ハレワタール / キュアスカイ)
성우 - 세키네 아키라/전진아
색깔 -      하늘색 [생일 9월 20일]
본작의 주인공이자 중학교 2학년. 스카이 월드에서 지내다가 엘르짱이 납치되자 소라시도 시에 떨어지게 된다.
니지가오카 마시로/큐어 프리즘(일본어: 虹ヶ丘 ましろ / キュアプリズム)
성우 - 카쿠마 아이/소연
색깔 -      하얀색(     분홍색) [생일 7월 16일]
할머니와 둘이 살고 있으며 스카이 월드에서 내려 온 소라와 만나게 된다.
유우나기 츠바사/큐어 윙(일본어: 夕凪 ツバサ / 일본어: キュアウイング)
성우 - 무라세 아유무/선호제
색깔 -      주황색 [생일 5월 21일]
스카이 월드에서 푸니버드 족(族)으로 있는 주황색의 새. 마시로의 집에서 마시로의 할머니가 기르고 있다가 8화에서 인간 소년의 모습으로 나온다.
히지리 아게하/큐어 버터플라이(일본어: 聖 あげは / 일본어: キュアバタフライ)
성우 - 나나세 아야카/ 홍영란
색깔 -      분홍색 [생일 8월 8일]
마시로와 어린 시절부터 소꿉친구로 지내왔던 여대생. 보육 교사가 되기 위해 보육복지 직업전문학교에 다니고 있다. 프리큐어 시리즈 최초의 성인 프리큐어이다.
엘짱/프린세스 엘/큐어 마제스티(일본어: エルちゃん / 일본어: プリンセス·エル / 일본어: キュアマジェスティ)
성우 - 코가 아오이/안소이
색깔 -      보라색 [3월 12일]
스카이 월드의 공주. 32화에서 큐어 마제스티로 변신한다.

### 스카이 월드
스카이 월드 국왕 / 왕비(일본어: スカイランドの国王 / 王妃)
성우 - 이치조 카즈야(국왕) / 요시다 코나미(왕비)
스카이 월드의 국왕과 왕비. 엘르짱의 아버지와 어머니.
유람새(일본어: 遊覽鳥)
성우 - 타카하시 신야
1화에서 소라를 태웠던 스카이 월드의 새.

#### 청의 호위대
샤랄라 대장(일본어: シャララ隊長)
성우 - 사이가 미츠키
스카이랜드의 청의 호위대 대장이자 최강의 검사. 소라의 어린 시절에 스카이 월드에서 위험에 빠졌을 때 소라를 구해주러 나타났던 인물.
아리리 부대장(일본어: アリリ副隊長)
성우 - 사카즈메 타카유키
스카이랜드의 청의 호위대 부대장.
베릴베리(일본어: べリィベリー)
성우 - 마츠다 사츠미
스카이랜드의 청의 호위대 일원.

###### 과거 스카이 월드
프린세스 에레인/큐어 노블(일본어: プリンセス・エルレイン / 일본어: キュアノーブル)
성우 - 쇼지 우메카
300년 전 스카이 월드의 선대 공주. 스스로 선대 프리큐어인 큐어 노블로 변신한다.

### 하레와타루 일가
시도 하레와타루(일본어: シドハレワタル)
성우 - 쿠시다 야스미치(15화) → 호시노 타카노리(23화)
소라의 아버지. 15화에서 소라의 상상을 통해서 첫 등장.
레미 하레와타루(일본어: レミハレワタル)
성우 - 아루가 유키코
소라의 어머니. 15화에서 소라의 상상을 통해서 첫 등장.
렛도 하레와타루(일본어: レッド·ハレワタル)
성우 - 후지와라 나츠미
소라의 동생. 2화에서 소라로부터 이름이 언급되었으며 23화에서 첫 등장.

### 니지가오카 일가
니지가오카 아키라(일본어: 虹ヶ丘 あきら)
성우 - 타카하시 다이스케
마시로의 아버지. 아내 마히로와 함께 해외 부임해 있다.
니지가오카 마히로(일본어: 虹ヶ丘 まひる)
성우 - 케이쵸 유카
마시로의 어머니. 마시로와는 가끔 웹 회의 시스템을 사용해 리모트로 이야기하고 있다.
니지가오카 요요(일본어: 虹ヶ丘 ヨヨ)
성우 - 시오타 토모코
마시로의 할머니. 사실은 스카이 월드 출신으로 손녀인 마시로와 소라시도 시에서 살고 있다.

### 유우나기 일가
카케루(일본어: カケル)
성우 - 토리우미 카츠미
츠바사의 아버지. 직업은 화가. 푸니버드족이라 평소에는 하늘을 날지 못하지만 과거 유람새에서 떨어진 동백나무를 돕기 위해 한번 무의식적으로 하늘을 날아본 적이 있는 제비에게서 나는 법을 물었을 때 (어떻게 생겼는지) 스스로도 잘 모르겠다고 답했다.
푸와(일본어: プワ)
성우 - 사토 사토미
츠바사의 어머니. 남편과 함께 인간 모습으로 등장한다. 10화에서 푸니버드 모습으로 잠시 나온 적이 있다.

### 아게하 일가
사오토메 마리아(일본어: 早乙女まりあ) / 사오토메 카구야(일본어: 早乙女かぐや)
성우 - 마키노 유이(마리아) / 치하루(카구야)
아게하의 쌍둥이 언니들. 어릴 적에 부모님의 이혼으로 아버지와 함께 지내게 되어서 아버지 성씨인 사오토메를 따르게 되었으며 아게하와도 연락을 주고 받을 정도로 사이가 좋다. 마리아는 세계적인 모델이자 여배우, 카구야는 패션 디자이너로 활동한다.
아게하의 부모님(일본어: あげはの父母)
아게하와 사오토메 마리아, 카구야의 부모. 어릴 적에 서로 이혼하게 되어서 사오토메 쌍둥이는 아버지에게로 가고 아게하는 어머니에게로 가면서 각각 아버지 성씨인 사오토메와 어머니 성씨인 히지리를 쓰고있다.

### 언더그 제국
카바톤(일본어: カバトン)
성우 - 마미야 야스히로
언더그 제국의 일원으로 있는 보라색 돼지 수인.
밧타몬다(일본어: バタモンダ)
성우 - KENN
언더그 제국의 신간부. 14화부터 등장.
미노톤(일본어: ミノトン)
성우 - 사카이 케이코우
언더그 제국의 새로운 간부. 25화부터 등장.
스키어헤드†(일본어: スキアヘッド)
성우 - 미야모토 미츠루
언더그 제국 총수의 최측근이자 2인자. 31화부터 등장. 사실상 본작의 진 최종보스이다.
카이제린 언더그(일본어: カイゼリン・アンダーグ)
성우 - 혼다 타카코 / 우치다 마아야(어린 시절)
5화에서 카바톤 앞에 목소리를 통해서 나타났던 여성. 정체는 언더그 제국의 수장이며 목소리로만 나왔다. 44화에서 본 모습을 드러냈다.
카이저 언더그(일본어: カイザー・アンダーグ)
성우 - 타케토라
300년 전에 존재했던 언더그 제국의 선대 황제이자 카이제린 언더그의 아버지.

람보그(일본어: ランボーグ) / 쿄보그
성우 - 소마 코이치
본작의 소환 마물. 로봇의 외모를 하고 있다.

### 사립 소라시학원
나카다 츠무기(일본어: 仲田 つむぎ)
성우 - 샤모토 하루카
소라시학원에 다니는 여학생이자 소라, 마시로의 동급생.
요시이 루이(일본어: 吉井 るい)
성우 - 이시카와 아이
소라시학원에 다니는 여학생이자 소라, 마시로의 동급생.
카루이자와 아사히(일본어: 軽井沢 あさひ)
성우 - 우자와 쇼타로
소라시학원에 다니는 남학생이자 소라, 마시로의 동급생.

### 특별출연
이누카이 코무기/큐어 원더풀(일본어: 犬飼 こむぎ / 일본어: キュアワンダフル)
성우 - 나가나와 마리아
차기 작품인 원더풀 프리큐어!의 주인공. 본작 최종화에 등장.

## 설정
스카이 월드
본작의 요정 세계이자 소라 하레와타루와 엘르짱이 사는 세계.
소라시도 시
본작의 무대가 되는 도시이자 니지가오카 마시로가 사는 인간 세계.
언더그 제국
본작의 악의 조직. 이름의 유래는 영어로 지하 세계를 뜻하는 언더그라운드(Undergraund).
사립 소라시학원
니지가오카 마시로가 다니고 있는 학교. 7화부터 소라 하레와타루가 전학생으로 들어오게 된다.
소라시 복지교육 전문학교
히지리 아게하가 보육 교사가 되기위해 교육생으로 다니는 직업 전문학교.
푸니버드 족(族)
스카이 월드에서 존재하는 새(鳥) 종족.
청의 호위대(青の護衛隊)
스카이 월드의 호위대. 샤랄라 대장이 지휘하는 호위대로 소라가 여기에 들어간다.

## 관련 정보
2022년 11월 21일에 본 상표를 등록했고 같은 달 30일 본 타이틀명이 공개되었다.

## 스태프
- 원작 - 토도 이즈미
- 만화 - 카미키타 후타고(코단샤 《나카요시》 연재)
- 기획 - 니시데 마사유키(西出将之)(ABC 애니메이션), 타카하시 토모코(高橋知子)(ADK 이모션즈), 와시오 타카시(鷲尾 天)
- 프로듀서 - 카토 카오리(加藤香織)(아사히 방송 테레비), 타나카 스바루(田中 昂)(ABC 애니메이션), 토네 리카(利根里佳)(ADK 이모션즈), 타카하시 마키(髙橋麻樹)
- 캐릭터 디자인 - 사이토 아츠시(斎藤敦史)
- 시리즈 디렉터 - 오가와 코지(小川孝治)
- 시리즈 구성 - 킨게츠 류노스케(金月龍之介)
- 미술 디자인 - 이마이 미키(今井美紀)
- 치프 미술 - 카도구치 아야(門口亜矢)
- 색채 설계 - 야나기사와 쿠미코(柳澤久美子)
- 촬영 감독 - 이가라시 신이치(五十嵐慎一)
- 편집 - 아소 요시히로(麻生芳弘)
- 음악 - 후카사와 에리카(深澤恵梨香)
- 음향 제작 - TAVAC
- 음악 제작 - 마벨러스
- 음악 협력 - 도에이 애니메이션 음악출판
- 애니메이션 제작 - 도에이 애니메이션
- 제작 담당 - 이게타 케이스케(井桁啓介)
- 제작 협력 - 토에이
- 제작 - 아사히 방송 TV, ABC 애니메이션, ADK 이모션즈, 도에이 애니메이션

## 주제가
오프닝 테마 〈히로가루 스카이! 프리큐어 ~Hero Girl~〉
가수 - 이시이 아미 / 작사 - 아오키 쿠미코 / 작곡 · 편곡 - 모리 이즈미
첫 번째 엔딩 테마 〈히로가리즘〉(1화-21화)
가수 - 이시이 아미, 요시타케 치하야 / 작사 - 무츠미 스미요 / 작곡 · 편곡 - 하마다 코우키
두 번째 엔딩 테마 〈Dear Shine Sky〉(22화-49화)
가수 - 요시타케 치하야 / 작사 - 오모리 쇼코 / 작곡 · 편곡 - 하마다 코우키
최종화 엔딩 테마 〈히로가리즘 ~Precure Quintet Ver.~〉(50화)
가수 - 큐어 스카이(세키네 아키라), 큐어 프리즘(카쿠마 아이), 큐어 윙(무라세 아유무), 큐어 버터플라이(나나세 아야카), 큐어 마제스티(코가 아오이) / 작사 - 무츠미 스미요 / 작곡 · 편곡 - 하마다 코우키

## 엔딩 캐릭터
| 화수 | 프리큐어        | 출연 작품                            | 메시지                                                                            |
| ---- | --------------- | ------------------------------------ | --------------------------------------------------------------------------------- |
| 2    | 큐어 스카이     | 펼쳐지는 스카이! 프리큐어            | "다음 주부터 엔딩 어딘가에 다른 프리큐어 동료가 등장할지도 몰라! 매주 체크해 봐!" |
| 3    | 큐어 프레셔스   | 딜리셔스 파티♡프리큐어               | "오늘은 나, 큐어 프레셔스야! 모두 함께 딜리셔스마일~"                             |
| 4    | 큐어 프리즘     | 펼쳐지는 스카이! 프리큐어            | "오늘은 나, 큐어 프리즘이야! 모두 나와 함께 춤추자!"                              |
| 5    | 큐어 서머       | 트로피컬 루즈! 프리큐어              | "오늘은 나, 큐어 서머야! 모두 함께 트로피컬하게 가자!"                            |
| 6    | 큐어 스카이     | 펼쳐지는 스카이! 프리큐어            | "오늘은 저, 큐어 스카이예요. 여러분, 저와 같이 춤춰요!"                           |
| 7    | 큐어 프리즘     | 펼쳐지는 스카이! 프리큐어            | "오늘은 나, 큐어 프리즘이야! 모두 나와 함께 춤추자!"                              |
| 8    | 큐어 그레이스   | 힐링굿♡프리큐어                      | "오늘은 나, 큐어 그레이스야! 모두 나와 함께 손과 손을 잡고 큥!"                   |
| 9    | 큐어 윙         | 펼쳐지는 스카이! 프리큐어            | "오늘은 저, 큐어 윙이에요! 여러분, 저와 함께 춤 춰주세요!"                        |
| 10   | 큐어 스타       | 스타☆트윙클 프리큐어                 | "오늘은 나, 큐어 스타야! 모두 함께~!! 키라야밧!"                                  |
| 11   | 큐어 옐         | 허긋토! 프리큐어                     | "오늘은 나, 큐어 옐이야! 뭐든지 할 수 있어! 뭐든지 될 수 있어!"                   |
| 12   | 큐어 휘프       | 키라키라☆프리큐어 아라모드           | "오늘은 나, 큐어 휘프야! 모두와 함께 레츠 라 섞어섞어!"                           |
| 13   | 큐어 미라클     | 마법사 프리큐어!                     | "오늘은 나, 큐어 미라클이야! 모두 함께 큐어 업 라파파!"                           |
| 14   | 큐어 플로라     | Go! 프린세스 프리큐어                | "강하고, 상냥하고, 아름답게! 나 큐어 플로라야! 모두들 평안하시기를"               |
| 15   | 큐어 러블리     | 해피니스 차지 프리큐어!              | "오늘은 나, 큐어 러블리야! 모두 함께 해피니스 주입! 행복 차지!"                   |
| 16   | 큐어 윙         | 펼쳐지는 스카이! 프리큐어            | "오늘은 저, 큐어 윙이에요! 여러분, 저와 함께 춤 춰주세요!"                        |
| 17   | 큐어 하트       | 두근두근! 프리큐어                   | "오늘은 나! 넘치는 사랑, 큐어 하트! 다시 심쿵거릴 수 있도록 만들어 주겠어!"       |
| 18   | 큐어 버터플라이 | 펼쳐지는 스카이! 프리큐어            | "오늘은 나, 큐어 버터플라이야! 모두 함께 신나게 춤춰버리자!"                      |
| 19   | 큐어 해피       | 스마일 프리큐어!                     | "오늘은 나, 큐어 해피! 모두 미소로 울트라 해피!"                                  |
| 20   | 큐어 멜로디     | 스위트 프리큐어♪                     | "오늘은 나, 큐어 멜로디! 모두들 나와 같이 Let's play!"                            |
| 21   | 큐어 블로섬     | 하트캐치 프리큐어!                   | "오늘은 저, 큐어 블로섬입니다! 저와 같이 마음의 꽃을 피워보아요!"                 |
| 23   | 큐어 드림       | Yes! 프리큐어5, Yes! 프리큐어5 GoGo! | "오늘은 나, 큐어 드림이야! 나와 같이 즐거워하는걸로 결정~!"                       |
| 24   | 큐어 프리즘     | 펼쳐지는 스카이! 프리큐어            | "오늘은 나, 큐어 프리즘이야! 모두 나와 함께 춤추자!"                              |
| 25   | 큐어 블룸       | 두 사람은 프리큐어 Splash Star       | "오늘은 나, 큐어 블룸이야! 너희들도 나도 최고조 되리라!"                          |
| 26   | 큐어 피치       | 프레시 프리큐어!                     | "오늘은 나, 큐어 피치야! 모두들 다같이 행복을 Get 하는거야!"                      |
| 27   | 큐어 버터플라이 | 펼쳐지는 스카이! 프리큐어            | "오늘은 나, 큐어 버터플라이야! 모두 함께 신나게 춤춰버리자!"                      |
| 28   | 큐어 블랙       | 두 사람은 프리큐어 Max Heart         | "오늘은 나, 큐어 블랙이야! 프리큐어 20주년이라니 정말로 말도 안돼~!"              |
| 29   | 큐어 서머       | 트로피컬 루즈! 프리큐어              | "오늘은 나, 큐어 서머야! 모두 함께 트로피컬하게 가자!"                            |
| 30   | 큐어 프레셔스   | 딜리셔스 파티♡프리큐어               | "오늘은 나, 큐어 프레셔스야! 모두 함께 딜리셔스마일~"                             |
| 31   | 큐어 그레이스   | 힐링굿♡프리큐어                      | "오늘은 나, 큐어 그레이스야! 모두 나와 함께 손과 손을 잡고 큥!"                   |
| 32   | 큐어 마제스티   | 펼쳐지는 스카이! 프리큐어            | "오늘은 나, 큐어 마제스티! 모두들 나와 같이 춤춰보자!"                            |
| 33   | 큐어 마제스티   | 펼쳐지는 스카이! 프리큐어            | "오늘은 나, 큐어 마제스티! 모두들 나와 같이 춤춰보자!"                            |
| 34   | 큐어 프리즘     | 펼쳐지는 스카이! 프리큐어            | "오늘은 나, 큐어 프리즘이야! 모두 나와 함께 춤추자!"                              |
| 35   | 큐어 스카이     | 펼쳐지는 스카이! 프리큐어            | "오늘은 저, 큐어 스카이예요. 여러분, 저와 같이 춤춰요!"                           |
| 36   | 큐어 버터플라이 | 펼쳐지는 스카이! 프리큐어            | "오늘은 나, 큐어 버터플라이야! 모두 함께 신나게 춤춰버리자!"                      |
| 37   | 큐어 스카이     | 펼쳐지는 스카이! 프리큐어            | "오늘은 저, 큐어 스카이예요. 여러분, 저와 같이 춤춰요!"                           |
| 38   | 큐어 윙         | 펼쳐지는 스카이! 프리큐어            | "오늘은 저, 큐어 윙이에요! 여러분, 저와 함께 춤 춰주세요!"                        |
| 39   | 큐어 버터플라이 | 펼쳐지는 스카이! 프리큐어            | "오늘은 나, 큐어 버터플라이야! 모두 함께 신나게 춤춰버리자!"                      |
| 40   | 큐어 마제스티   | 펼쳐지는 스카이! 프리큐어            | "오늘은 나, 큐어 마제스티! 모두들 나와 같이 춤춰보자!"                            |
| 41   | 큐어 윙         | 펼쳐지는 스카이! 프리큐어            | "오늘은 저, 큐어 윙이에요! 여러분, 저와 함께 춤 춰주세요!"                        |
| 42   | 큐어 스카이     | 펼쳐지는 스카이! 프리큐어            | "오늘은 저, 큐어 스카이예요. 여러분, 저와 같이 춤춰요!"                           |
| 43   | 큐어 프리즘     | 펼쳐지는 스카이! 프리큐어            | "오늘은 나, 큐어 프리즘이야! 모두 나와 함께 춤추자!"                              |
| 44   | 큐어 마제스티   | 펼쳐지는 스카이! 프리큐어            | "오늘은 나, 큐어 마제스티! 모두들 나와 같이 춤춰보자!"                            |
| 45   | 큐어 버터플라이 | 펼쳐지는 스카이! 프리큐어            | "오늘은 나, 큐어 버터플라이야! 모두 함께 신나게 춤춰버리자!"                      |
| 46   | 큐어 프리즘     | 펼쳐지는 스카이! 프리큐어            | "오늘은 나, 큐어 프리즘이야! 모두 나와 함께 춤추자!"                              |
| 47   | 큐어 마제스티   | 펼쳐지는 스카이! 프리큐어            | "오늘은 나, 큐어 마제스티! 모두들 나와 같이 춤춰보자!"                            |
| 48   | 큐어 윙         | 펼쳐지는 스카이! 프리큐어            | "오늘은 저, 큐어 윙이에요! 여러분, 저와 함께 춤 춰주세요!"                        |
| 49   | 큐어 스카이     | 펼쳐지는 스카이! 프리큐어            | "오늘은 저, 큐어 스카이예요. 여러분, 저와 같이 춤춰요!"                           |

## 방영 목록
- 방송일은 아사히 방송 기준.
- 본 작품은 한국 내에서 공식 방영한 작품이 아니므로 한국어 제목은 일본어 해석에 맞춰서 임의적으로 표기하였다. 한국 방영이 될 경우 한국어 더빙 기준으로 바뀔 수 있다.

| 화수           | 제목                                                                                   | 방송일           |
| -------------- | -------------------------------------------------------------------------------------- | ---------------- |
| 01             | わたしがヒーローガール！？キュアスカイ参上！！ 내가 히어로 걸!? 큐어 스카이 강림!!     | 2023년 2월 5일   |
| 02             | ヒーローがおうちにやってきた！？ 히어로가 집에 찾아왔다!?                              | 2023년 2월 12일  |
| 03             | シクシクホームシック！泣かないでエルちゃん！ 훌쩍훌쩍 향수병! 울지마 엘짱!             | 2023년 2월 19일  |
| 04             | わたしもヒーローガール！キュアプリズム登場！！ 나도 히어로 걸! 큐어 프리즘 등장!!      | 2023년 2월 26일  |
| 05             | 手と手をつないで！私たちの新しい技！ 손과 손을 맞잡고! 우리의 새로운 기술!             | 2023년 3월 5일   |
| 06             | 伝えて！ソラの本当の気持ち 전해라! 소라의 진정한 마음                                  | 2023년 3월 12일  |
| 07             | ドキドキ！転校生はヒーローガール！！ 두근두근! 전학생도 히어로 걸이야!!                | 2023년 3월 19일  |
| 08             | 飛べない鳥と、ふしぎな少年 날지 못하는 새와 환상적인 소년                              | 2023년 3월 26일  |
| 09             | 勇気の翼、飛べキュアウイング！！ 용기의 날개, 날아올라라 큐어 윙!!                     | 2023년 4월 2일   |
| 10             | むむむ！思い出の料理ってどんな味！？ 음냠냠! 추억의 요리는 도대체 어떤 맛이야!?        | 2023년 4월 9일   |
| 11             | 気まずい二人！？ツバサとあげは 어색한 두 사람!? 츠바사와 아게하                        | 2023년 4월 16일  |
| 12             | ツエェェェ！キュアスカイ対カバトン！！ 강해애애애! 큐어 스카이 대 카바톤!!             | 2023년 4월 23일  |
| 13             | 届けて！はじめてのおくりもの 전해져라! 처음 보내는 선물                                | 2023년 4월 30일  |
| 14             | スカイランドへ！憧れのあの人との再会 스카이 랜드로! 존경했던 그 분과의 재회            | 2023년 5월 7일   |
| 15             | 超巨大ランボーグ大爆発！？守れスカイランド！ 초거대 람보그 대폭발!? 지켜라 스카이랜드! | 2023년 5월 14일  |
| 16             | えるたろう一座のおに退治 엘타로 일가의 오니 퇴치                                       | 2023년 5월 21일  |
| 17             | わたせ最高のバトン！ましろ本気のリレー 와라 최고의 바통! 마시로 진심의 릴레이          | 2023년 5월 28일  |
| 18             | アゲアゲ！最強の保育士キュアバタフライ！！ 좋아좋아! 최강의 보육교사 큐어 버터플라이!! | 2023년 6월 4일   |
| 19             | あげはとツバサ、カラフルにアゲてこ！ 아게하와 츠바사, 컬러풀하게 놀아보자!             | 2023년 6월 11일  |
| 20             | ましろの夢、最初の一步 마시로의 꿈, 첫 걸음                                            | 2023년 6월 18일  |
| 21             | ひろがれ！知識の翼 펼쳐져라! 지식의 날개                                               | 2023년 6월 25일  |
| 22             | バッタモンダー最後の秘策！ 밧타몬다 최후의 비책!                                       | 2023년 7월 2일   |
| 23             | 砕けた夢と、よみがえる力 부서진 꿈과 되살아나는 힘                                     | 2023년 7월 9일   |
| 24             | 輝く一番星☆エルちゃんの秘密 가장 빛나는 별☆엘짱의 비밀                                 | 2023년 7월 16일  |
| 25             | ワクワク！プリンセス、動物園に行く！ 두근두근! 프린세스, 동물원에 가다!                | 2023년 7월 23일  |
| 26             | テイクオフ！飛行機でつながる想い 테이크 오프! 비행기로 연결되는 마음                   | 2023년 7월 30일  |
| 27             | ミラーパッドでワクワクレッスン！？ 미러 패드로 두근두근 레슨!?                         | 2023년 8월 6일   |
| 28             | あげはのアゲアゲファッションショー 아게하의 아게아게 패션쇼                            | 2023년 8월 13일  |
| 29             | ソラと忘れられたぬいぐるみ 소라와 잊혀진 인형                                          | 2023년 8월 20일  |
| 30             | ひろがる海！ビーチパラダイス 펼쳐지는 바다! 비치 파라다이스                            | 2023년 8월 27일  |
| 31             | 新たな脅威！エルちゃんを取り戻せ！ 새로운 위협! 엘짱을 되찾아라!                       | 2023년 9월 3일   |
| 32             | 大変身！キュアマジェスティ！！ 대변신! 큐어 마제스티!!                                 | 2023년 9월 10일  |
| 33             | 究極のちから！マジェスティクルニクルン 궁극의 힘! 마제스티 쿠루니쿠룬                  | 2023년 9월 17일  |
| 34             | もんもん！ましろと帰ってきたアイツ 몬몬! 마시로와 돌아온 그녀석                        | 2023년 9월 24일  |
| 35             | 助っ人ソラ！エースとヒーロー 조력자 소라! 에이스와 히어로                              | 2023년 10월 1일  |
| 36             | あげは、最強の保育士失格！？ 아게하, 최강의 보육교사 실격!?                            | 2023년 10월 8일  |
| 37             | ふたりは仲良し♡ 思い出の木！ 두 사람은 단짝친구♡ 추억의 나무!                          | 2023년 10월 15일 |
| 38             | 大空を救え！浮き島のひみつ 하늘을 구해라 떠 있는 섬의 비밀!                            | 2023년 10월 22일 |
| 39             | 大魔女ヨヨとハロウィンパーティー！ 대마녀 요요와 할로윈 파티!                          | 2023년 10월 29일 |
| 40             | なかよち♡ エルちゃん結婚式☆ 사이좋게♡ 엘짱 결혼식☆                                     | 2023년 11월 12일 |
| 41             | ましろと紋田の秋物語 마시로와 몬다의 가을이야기                                        | 2023년 11월 19일 |
| 42             | 迷いをこえて 未熟なヒーロー！ 방황을 넘어 미숙한 히어로!                               | 2023년 11월 26일 |
| 43             | プリズムシャイン！心を照らして！ 프리즘 샤인! 마음을 비춰줘!                           | 2023년 12월 3일  |
| 44             | 大きなプリンセスと伝説のプリキュア 큰 공주와 전설의 프리큐어                           | 2023년 12월 10일 |
| 45             | アンダーグ帝国の優しい少女 언더그 제국의 상냥한 소녀                                   | 2023년 12월 17일 |
| 46             | ヒーローたちのクリスマス 히어로들의 크리스마스                                         | 2023년 12월 24일 |
| 47             | さよなら一番星！プリンセスのめざめ！ 안녕 일등성! 공주의 각성!                         | 2024년 1월 7일   |
| 48             | 守れヒーロー！みんなの街！ 지켜라 히어로! 모두의 도시!                                 | 2024년 1월 14일  |
| 49             | キュアスカイと最強の力 큐어 스카이와 최강의 힘                                         | 2024년 1월 21일  |
| 50회[마지막회] | 無限にひろがる！わたしたちの世界！ 무한히 펼쳐지는! 우리들의 세계!                     | 2024년 1월 28일  |

## 극장판

### 크로스 오버 극장판
극장판 프리큐어 올스타즈 F
2023년 9월 15일 공개. 프리큐어 20주년 기념작이다.
원더풀 프리큐어! 더 무비! 두근두근♡게임 세계에서 대모험!
2024년 9월 13일 공개. 원더풀 프리큐어!의 극장판이며, 특별 등장했다.
극장판 너와 아이돌 프리큐어♪ 기다렸지! 너에게 전하는 키랏키라이브!
2025년 9월 12일 공개 예정. 너와 아이돌 프리큐어♪의 극장판이며, 특별 등장했다.

## 참조

### 주해
1. ↑  일본어: ひろがるスカイ! プリキュア 히로가쿠 스카이! 푸리큐아[*], 영어: Hirogaru Sky! Precure